# Elliot Grandin
Elliot Grandin (Caen, 17 oktober 1987) is een Franse voetballer die bij voorkeur als aanvaller speelt. Hij verruilde in augustus 2014 Blackpool voor Astra Giurgiu. Grandin speelde in 2008 drie wedstrijden voor het Frans voetbalelftal onder 21. Daarin kon hij één doelpunt scoren.